# Stockville (Nebraska)
Stockville település az Amerikai Egyesült Államok Nebraska államában, Frontier megyében, melynek megyeszékhelye is. Lakosainak száma 25 fő (2010. április 1.).

## Népesség
A település népességének változása:

| 1890 | 227 |
| 2010 | 25  |